# 22 Batalion Łączności
22 batalion łączności (22 bł) – samodzielny pododdział łączności ludowego Wojska Polskiego.

## Formowanie i zmiany organizacyjne
Z dniem 1 stycznia 1964 w Kielcach-Stadionie przy ul. Szczepaniaka 7  rozpoczął działalność 22 samodzielny batalion łączności.
28 kwietnia tego roku w skład batalionu weszła, przybyła z Podoficerskiej Szkoły Łączności KBW w Prudniku, kompania radioliniowa. W maju 1964 w strukturach batalionu utworzona została podoficerska szkoła łączności. Już w  styczniu 1965 22 samodzielny batalion łączności został przeformowany w 7 pułk łączności KBW Ziemi Kieleckiej.

## Struktura organizacyjna
W styczniu 1964:
- dowództwo i sztab
- kompania dowodzenia
- kompania radiowa
- pluton techniczny
- pluton samochodowo-remontowy
- pluton samochodowy
- pluton gospodarczy

## Dowódcy jednostki
- ppłk Piotr Murmyło 1964